# PC4 Syrefietsroute
De PC4 Syre-Radweg ("Syrefietsroute" of PC4 de la Syre) is een langeafstandsfietsroute in het Luxemburgse nationale fietsroutenetwerk. De route is een verbinding tussen de PC2 Luxemburg-Echternach en de PC3 Drei Rivieren-Radweg. Het traject staat op de planning om bewegwijzerd te worden in twee richtingen. In het eindpunt Mertert kan ook worden aangesloten op de Moselradweg.

## Aansluitingen met andere routes
- In Ernster kan worden aangesloten op de PC2 Luxemburg-Echternach.
- In Mertert kan worden aangesloten op de Moselradweg en de PC3 Drei Rivieren-Radweg.